# Refilwe Mtsweni
Refilwe Maria Mtsweni es una política sudafricana, actualmente ocupa el cargo de  Premier de Mpumalanga. Sucedió al expremier, David Mabuza, después de que fue nombrado Vicepresidente de Sudáfrica.

## Premier de Mpumalanga (2018-presente)
En 2017, cuando Mtsweni se desempeñó como Premier en funciones de Mpumalanga, declaró un funeral provincial especial para el fallecido Ray Phiri.
El 27 de febrero de 2018, juró como Premier ante el Juez Presidente de la Corte Suprema del Norte Malesela Legodi en la Corte de Magistrados de Nelspruit. Fue juramentada por segunda vez como Premier en funciones el 1 de marzo de 2018 en Pretoria. El 14 de marzo de 2018, el CNA eligió oficialmente a Mtsweni para convertirse en la Premier de Mpumalanga. Ella se desempeñó como primera electa hasta que la legislatura confirmó su posición el 20 de marzo de 2018. Fue inaugurada oficialmente el 20 de marzo de 2018. Ella es la primera mujer en ocupar este cargo.

### Consejo Ejecutivo de Refilwe Mtsweni
| Cartera                                                      | MEC              |
| ------------------------------------------------------------ | ---------------- |
| Premier                                                      | Refilwe Mtsweni  |
| Agricultura, Desarrollo Rural, Tierras y Asuntos Ambientales | Vusumuzi Shongwe |
| Seguridad de la comunidad, seguridad y relaciones            | Petrus Ngomana   |
| Gobernabilidad Cooperativa y Asuntos Tradicionales           | Speedy Mashilo   |
| Cultura, Deporte y Recreación                                | Thandi Shongwe   |
| Finanzas, Desarrollo Económico y Turismo                     | Eric Kholwane    |
| Educación                                                    | Sibusiso Malaza  |
| Desarrollo Social                                            | Busi Shiba       |
| Salud                                                        | Gillion Mashego  |
| Asentamientos humanos                                        | Norah Mahlangu   |
| Obras públicas, carreteras y transporte                      | Sasekani Manzini |

## Controversia
En 2014, el líder provincial de la Alianza Democrática, Anthony Bernadie, dijo en un comunicado que Mtsweni "carece de la habilidad o la fortaleza de carácter para gestionar una cartera compleja" después de haber sido nombrada MEC para Gobernabilidad Cooperativa y Asuntos Tradicionales.
En 2018, la Alianza Provincial Democrática de Mpumalanga dijo que la toma de posesión de Mtshweni era "inconstitucional", porque el expremier David Mabuza no estaba en libertad de nombrar un Premier.